# Lose Control (chanson de Meduza, Becky Hill et Goodboys)
Pour les articles homonymes, voir Lose Control.
Singles par Meduza
Piece of Your Heart
(2019) Born to Love
(2020)
Singles par Becky Hill
Wish You Well
(2019) Only You
(2019)
Singles par Goodboys
Piece of Your Heart
(2019) Unfamiliar
(2020)
Lose Control est une chanson du trio de producteurs italiens Meduza, de la chanteuse anglaise Becky Hill et du trio britannique Goodboys, sortie le 11 octobre 2019. Il s'agit de la deuxième collaboration entre les deux groupes après Piece of Your Heart.
Le clip de la chanson a été tourné à Burj Al Babas, un complexe résidentiel abandonné en Turquie, près de la ville de Mudurnu,.

## Liste des pistes
| 1. | Lose Control | 2:48 |

| 1. | Lose Control (Roberto Surace Remix) | 3:03 |
| 2. | Lose Control (Mathame Remix)        | 4:15 |
| 3. | Lose Control (Ben Pearce Remix)     | 3:32 |
| 4. | Lose Control (Nancie Remix)         | 3:11 |

| 1. | Lose Control (ChildPlays & Bad Dimes Remix) | 3:27 |
| 2. | Lose Control (Marcus Santoro Remix)         | 3:02 |
| 3. | Lose Control (Pink Panda Remix)             | 2:51 |

## Charts hebdomadaires
| Classements (2019–20)                   | Meilleure position |
| --------------------------------------- | ------------------ |
| Allemagne (Media Control AG)            | 30                 |
| Australie (ARIA)                        | 11                 |
| Autriche (Ö3 Austria Top 40)            | 53                 |
| Belgique (Flandre Ultratop 50 Singles)  | 6                  |
| Belgique (Wallonie Ultratop 50 Singles) | 8                  |
| Canada (Hot 100)                        | 46                 |
| Écosse (OCC)                            | 12                 |
| États-Unis (Dance Club Songs)           | 1                  |
| France (SNEP)                           | 53                 |
| Irlande (IRMA)                          | 7                  |
| Italie (FIMI)                           | 37                 |
| Nouvelle-Zélande (RMNZ)                 | 35                 |
| Pays-Bas (Nederlandse Top 40)           | 11                 |
| Pays-Bas (Single Top 100)               | 19                 |
| Portugal (AFP)                          | 39                 |
| Royaume-Uni (UK Singles Chart)          | 11                 |
| Suède (Sverigetopplistan)               | 75                 |
| Suisse (Schweizer Hitparade)            | 22                 |